# Новошумное
Новошумное (каз. Новошумный) — село в Фёдоровском районе Костанайской области Казахстана. Административный центр и единственный населённый пункт Новошумного сельского округа. Находится примерно в 34 км к северу от районного центра, села Фёдоровка. Код КАТО — 396855100.
На западе находится озеро Большой Косколь.

## Население
В 1999 году население села составляло 1342 человека (643 мужчины и 699 женщин). По данным переписи 2009 года, в селе проживало 1086 человек (536 мужчин и 550 женщин). По данным переписи 2021 года, в селе проживало 959 человек (487 мужчин и 472 женщины).